# Izvoreni, Ungheni
Izvoreni este un sat din componența comunei Boghenii Noi din raionul Ungheni, Republica Moldova.